# Округ Плат (Небраска)
Плат (енгл. Platte County) је округ у америчкој савезној држави Небраска.

## Демографија
По попису из 2010. године број становника је 32.237, што је 575 (1,8%) становника више него 2000. године.
| Група             | 2000.          | 2010.          |
| Белци             | 29.126 (92,0%) | 27.167 (84,3%) |
| Афроамериканци    | 111 (0,4%)     | 145 (0,4%)     |
| Азијати           | 127 (0,4%)     | 151 (0,5%)     |
| Хиспаноамериканци | 2.072 (6,5%)   | 4.452 (13,8%)  |
| Укупно            | 31.662         | 32.237         |